# Divizia A 2017 (calcio Moldavia)
La Divizia A 2017 è stata la 27ª edizione della seconda serie del campionato moldavo di calcio. La stagione è iniziata il 14 luglio 2017 ed è terminata il 25 novembre successivo.

## Stagione

### Novità
Al termine della stagione 2016-2017 sono saliti in Divizia Națională Spicul Chișcăreni e Sfîntul Gheorghe. Il Prut Leova è retrocesso in Divizia B.
Dacia-2 Buiucani, Găgăuzia e Intersport Aroma non sono state ammesse e questa edizione del campionato. 
Dalla Divizia B sono salite Grănicerul Glodeni e Cahul.

### Formula
Le 13 squadre si affrontano in un girone all'italiana con partite di andata e ritorno, per un totale di 14 giornate, di cui due sono turni di riposo. Al termine del girone, le prime sei classificate si affrontano in una poule per decidere la vincitrice del campionato; un'altra poule è invece composta dalle rimanenti sette, dove le ultime tre classificate retrocedono in Divizia B.

## Classifiche

### Prima fase
|  | Pos. | Squadra            | Pt | G  | V | N | P  | GF | GS | DR  |
|  | ---- | ------------------ | -- | -- | - | - | -- | -- | -- | --- |
|  | 1.   | Victoria Chișinău  | 29 | 12 | 9 | 2 | 1  | 34 | 15 | +19 |
|  | 2.   | Sheriff Tiraspol B | 25 | 12 | 7 | 4 | 1  | 40 | 12 | +28 |
|  | 3.   | Sparta Selemet     | 23 | 12 | 6 | 5 | 1  | 29 | 18 | +11 |
|  | 4.   | Grănicerul Glodeni | 21 | 12 | 5 | 6 | 1  | 22 | 11 | +11 |
|  | 5.   | Cahul              | 21 | 12 | 6 | 3 | 3  | 33 | 26 | +7  |
|  | 6.   | Sîngerei           | 19 | 12 | 5 | 4 | 3  | 19 | 20 | -1  |
|  | 7.   | Zimbru Chișinău B  | 18 | 12 | 5 | 3 | 4  | 29 | 18 | +11 |
|  | 8.   | Iskra Rîbnița      | 16 | 12 | 5 | 1 | 6  | 18 | 24 | -6  |
|  | 9.   | Saxan              | 11 | 12 | 2 | 5 | 5  | 13 | 24 | -11 |
|  | 10.  | CF Ungheni         | 11 | 12 | 2 | 5 | 5  | 20 | 24 | -4  |
|  | 11.  | Real Succes        | 7  | 12 | 2 | 1 | 9  | 11 | 35 | -24 |
|  | 12.  | Codru Lozova       | 7  | 12 | 1 | 4 | 7  | 15 | 32 | -17 |
|  | 13.  | Edineț             | 4  | 12 | 1 | 1 | 10 | 7  | 31 | -24 |

Legenda:
      Ammesse alla poule promozione
      Ammesse alla poule retrocessione
Note:
Tre punti a vittoria, uno a pareggio, zero a sconfitta.

### Poule promozione
|  | Pos. | Squadra            | Pt | G  | V  | N | P | GF | GS | DR  |
|  | ---- | ------------------ | -- | -- | -- | - | - | -- | -- | --- |
|  | 1.   | Victoria Chișinău  | 39 | 17 | 12 | 3 | 2 | 40 | 19 | +21 |
|  | 2.   | Sheriff Tiraspol B | 38 | 17 | 11 | 5 | 1 | 46 | 17 | +29 |
|  | 3.   | Grănicerul Glodeni | 31 | 17 | 8  | 7 | 2 | 32 | 16 | +16 |
|  | 4.   | Sparta Selemet     | 27 | 17 | 7  | 6 | 4 | 38 | 33 | +5  |
|  | 5.   | Sîngerei           | 23 | 17 | 6  | 5 | 6 | 26 | 31 | -5  |
|  | 6.   | Cahul              | 22 | 17 | 6  | 4 | 7 | 43 | 44 | -1  |

Legenda:
      Promossa in Divizia Națională 2018
Note:
Tre punti a vittoria, uno a pareggio, zero a sconfitta.

### Poule retrocessione
|  | Pos. | Squadra           | Pt | G  | V | N | P  | GF | GS | DR  |
|  | ---- | ----------------- | -- | -- | - | - | -- | -- | -- | --- |
|  | 7.   | Zimbru Chișinău B | 30 | 18 | 9 | 3 | 6  | 37 | 25 | +12 |
|  | 8.   | Iskra Rîbnița     | 24 | 18 | 7 | 3 | 8  | 26 | 30 | -4  |
|  | 9.   | Real Succes       | 19 | 18 | 6 | 1 | 11 | 23 | 42 | -19 |
|  | 10.  | CF Ungheni        | 18 | 18 | 4 | 6 | 8  | 26 | 33 | -7  |
|  | 11.  | Codru Lozova      | 14 | 18 | 3 | 5 | 10 | 24 | 41 | -17 |
|  | 12.  | Saxan (-6)        | 12 | 18 | 4 | 6 | 8  | 19 | 30 | -11 |
|  | 13.  | Edineț            | 11 | 18 | 3 | 2 | 13 | 13 | 42 | -29 |

Legenda:
      Retrocessa in Divizia A 2019
Note:
Tre punti a vittoria, uno a pareggio, zero a sconfitta.